# Buick Velite 7

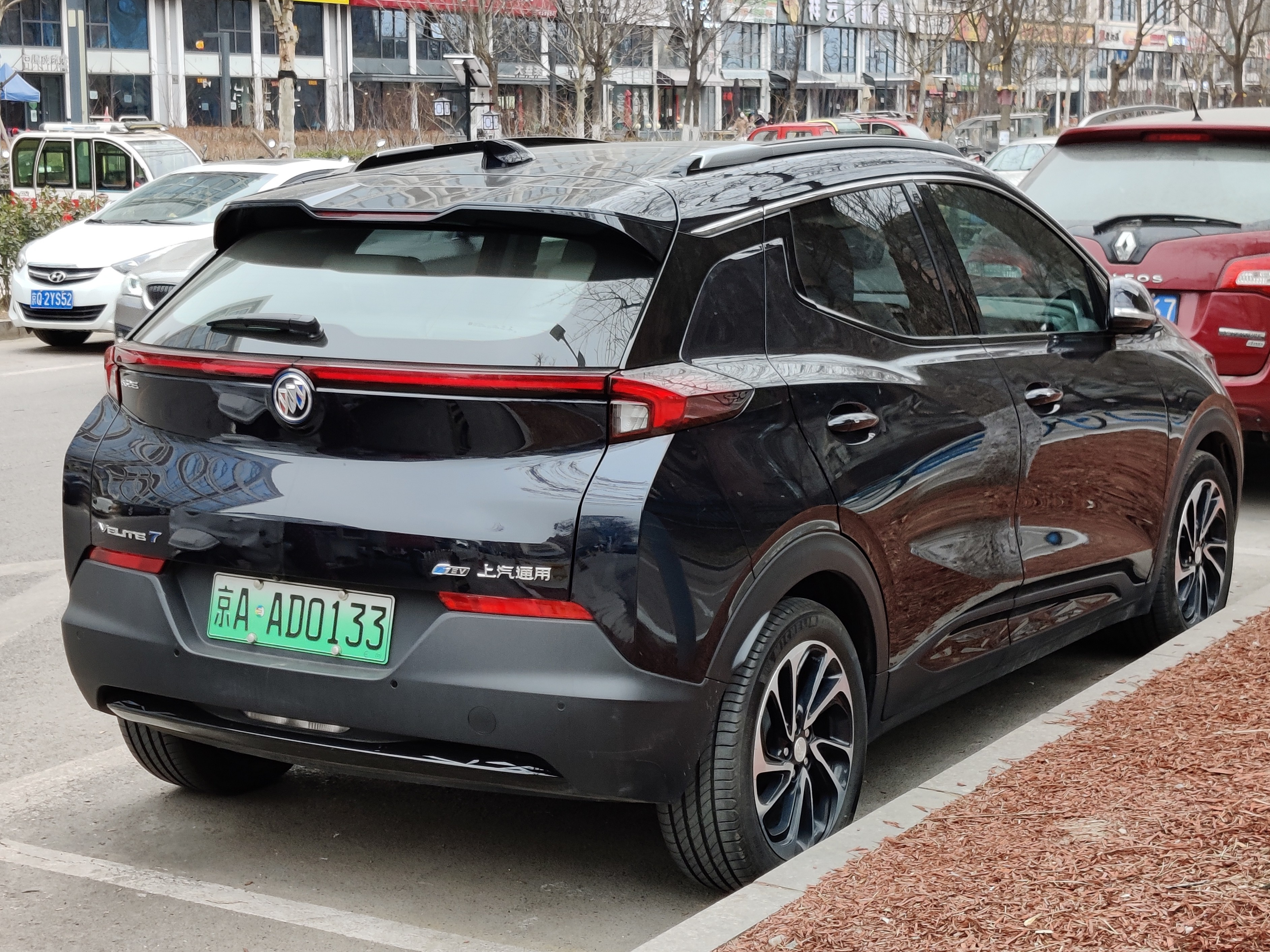
Вид сзади

Buick Velite 7 (кит. 微蓝7; пиньинь Wēilán 7) — субкомпактный электромобиль-кроссовер, выпускавшийся с 2020 по 2022 год подразделением Buick компании General Motors. Продавался исключительно в Китае. Velite 7 имел сходство с Chevrolet Bolt, но, по сравнению с ним, был немного увеличен.

## История
Автомобиль, напоминающий Buick Velite 7, впервые появился в документе от 2017 года, описывающем будущие планы GM по электромобилям. Тем не менее, изображение было быстро заменено на крытое транспортное средство. В январе 2020 года Velite 7 был сфотографирован во время дорожных испытаний под камуфляжем. В то время предполагалось, что это будет предстоящий вариант Chevrolet Bolt, который будет выпущен как Bolt EUV. Позже было подтверждено, что это Velite 7, хотя Bolt EUV является ребеджингом Velite с некоторыми стилистическими различиями. Фотографии незамаскированных Velite 7 были опубликованы в том же месяце по заявке в Министерство промышленности и информационных технологий.
Корпорация GM анонсировала Velite 7 в июне 2020 года, подчеркнув предполагаемый запас хода в 500 км по циклу NEDC. Velite 7 был запущен в производство в июле 2020 года параллельно с Buick Velite 6 PHEV.

## Дизайн
Buick Velite 7 выпускается в двух вариантах. Он имеет два режима вождения (стандартный и спортивный) и два режима рециркуляции энергии: Regen on Demand и One Pedal Driving. В систему ADAS входят автономное экстренное торможение и технология Omniview.
Ёмкость аккумулятора составляет 55,6 кВт·ч, а запас хода — до 500 км по циклу NEDC. Расчётное потребление составляет 13,1 кВт·ч/100 км. Тяговый электродвигатель развивает мощность 130 кВт (174 л. с.) и крутящий момент 360 Н·м. До 100 км/ч автомобиль разгоняется за 8,6 сек.
Колёсная база автомобиля составляет 2675 мм. Объём багажника составляет 363 л при разложенных сиденьях и 1331 л при сложенных сиденьях.